# 武田時綱
武田 時綱（たけだ ときつな）は、鎌倉時代中期から後期にかけての武将、鎌倉幕府の御家人。甲斐源氏第8代当主。武田氏5代当主。甲斐源氏第7代当主・武田信時の子。母は源頼茂の娘と伝わる。甲斐源氏第9代当主・武田信宗の父。

## 略歴
寛元3年（1245年）1月3日、甲府の館にて生まれる。幼名は龍光丸。建長5年（1253年）1月15日、当時の執権・北条時頼を烏帽子親として元服、「時」の偏諱を与えられて時綱と名乗った。
30歳の時、父と共に安芸に赴き、長門の警固に当たったらしく、正応2年（1289年）に父が死去に伴って家督を継承。清和源氏の血をひく甲斐源氏の名門武田氏の当主であったが、実際は得宗被官となっていた叔父・政綱が甲斐武田氏の嫡流を主張して実権を握り、政綱の子・信家（のち北条時宗の偏諱を賜り宗信に改名）が武田本家の当主が称するべき伊豆守となっていた。一説には宗信が甲斐守護職であったともされ、さらに、この頃の安芸守護職も北条一門の名越宗長が務めており、霜月騒動の後に父・信時が平頼綱に守護職を剥奪された可能性が指摘され、系図では安芸守・伊豆守などと書かれているが、実効力を持たなかったようである。以上先行研究による見解であるが、政綱が『吾妻鏡』に頻繁に登場するのに対し、信時系は史料上に登場せず、実際の明確な活動内容は不明である。
時綱の嫡男・信宗の代になって安芸守護職と伊豆守を再び手に入れたものの、甲斐守護職は孫・信武の代になってようやく武田政義（政綱の曾孫）から奪い取る形で回復する。時綱が当主の座にあった期間は庶流の政綱系に事実上本家の地位を乗っ取られていた。
正安2年（1300年）5月に出家、光潤と号す。徳治2年（1307年）7月3日に死去。